# Ley de Vivienda de Estados Unidos de 1937

El administrador federal de vivienda Stewart McDonald (derecha) discute con el senador Robert F. Wagner, autor de la Ley de Vivienda de Wagner

La Ley de Vivienda de Estados Unidos de 1937 (Pub. L. Ley del congreso, publicada el 1 de septiembre de 1937), en ocasiones llamada Ley Wagner-Steagall, proporcionaba ayudas desde el gobierno estatal de los Estados Unidos a las agencias locales de vivienda pública (LHA) para mejorar las viviendas de familias con bajos ingresos.  
La ley creó la Agencia de Vivienda de los Estados Unidos dentro del Departamento del Interior. La ley se redacta sobre la Ley Nacional de Vivienda de 1934, que creó la Agencia Federal de Vivienda. Tanto la Ley de 1934 como la de 1937 estaban influenciadas por los reformistas contemporáneos de viviendas estadounidenses, entre ellos la directora Catherine Bauer Wurster. Bauer redactó gran parte de esta norma y trabajó como Directora de la Agencia de la Vivienda, creada por la Ley del 1937 para gestionar el pago de las ayudas, durante dos años. 
Los legisladores promotores fueron el congresista demócrata Henry B. Steagall de Alabama, y el senador demócrata Robert F. Wagner de Nueva York. 
Aunque, inicialmente controvertido, fue ganando aceptación y esta norma se ha mantenido, pero con diversas modificaciones posteriores. 

## Enmiendas principales
La Ley de Vivienda de 1949, aprobada durante el mandato de Harry Truman, estableció nuevos objetivos nacionales de habitabilidad en las viviendas en la posguerra. También proveyó de fondos para la "erradicación de barrios marginales", los proyectos de renovación urbana y para nuevos programas nacionales de vivienda pública. En 1965, la Agencia de Vivienda Pública, la Agencia estatal de Vivienda y la Agencia de Financiación de Vivienda se integraron en el recién creado y reorganizado Departamento de Vivienda y Desarrollo Urbano (HUD) de los Estados Unidos. 
La Ley de Vivienda y Desarrollo Comunitario de 1974 fue una ley federal de los Estados Unidos, que, entre otras cosas, modificó la Ley de Vivienda de 1937 para crear viviendas de la Sección 8, autorizó "Subvenciones para las Comunidades de Derecho" para ser gestionadas por HUD, y creó Instituto Nacional de Ciencias de la Construcción.
En 1998, el presidente Bill Clinton promulgó y firmó la Ley de calidad de la vivienda y la responsabilidad laboral (QHWRA). Siguiendo el marco de la reforma de la asistencia social, QHWRA desarrolló nuevos programas para gestionar la transición de familias fuera de la vivienda pública, un modelo de propiedad de vivienda para la Sección 8 y amplió el programa HOPE VI para reemplazar las unidades tradicionales de vivienda pública.

## Otras lecturas
- HUD, "Antecedentes históricos de HUD", 18 de mayo de 2007
- "Vivienda asequible: una historia íntima" por Charles L. Edson
- "Ley de vivienda de los Estados Unidos de 1937, modificada por la Ley de calidad de la vivienda y la responsabilidad laboral de 1998 del 2/3/1999"

## Recursos externos
- Hunt, Bradford D., "¿Fue la Ley de Vivienda de los Estados Unidos de 1937 una victoria pírrica?" Journal of Planning History 4, núm. 3 (2005): 195-221.
- Radford, Gail, "Viviendas modernas para América: luchas políticas en la era del Nuevo Trato " (Chicago: University of Chicago Press, 1996).
- Vale, Lawrence J., "De los puritanos a los proyectos: vivienda pública y vecinos públicos" (Cambridge, Massachusetts: Harvard Press, 2000).
- Vale, Lawrence J., "Recuperando la vivienda pública: medio siglo de lucha en tres vecindarios públicos" (Cambridge, Massachusetts: Harvard Press, 2002).
- Wurster, Catherine Bauer, "Vivienda moderna" (Boston, Nueva York: Houghton Mifflin Company, 1934).

- Datos: Q5916076